# Al-ʽAruḍah
Al-'Aruḍah (العارضة) este un oraș din Guvernoratul Madaba din vestul Iordaniei.